# Echthistatodes brunneus
Echthistatodes brunneus là một loài bọ cánh cứng trong họ Cerambycidae.